# The Marshall Mathers LP
The Marshall Mathers LP es el tercer álbum de estudio del cantante estadounidense Eminem, editado el 23 de mayo de 2000 por Aftermath e Interscope Records, y producido por el rapero y colaboradores frecuentes del artista como Dr. Dre, Mel-Man, The 45 King y Bass Brothers. 
Vendió 1.760.049 copias en la primera semana en los Estados Unidos convirtiéndose en el álbum más vendido por un rapero. A nivel mundial logró vender más de 35.000.000 de unidades, convirtiéndose en uno de los álbumes más vendidos en la década de 2000. Alcanzó once certificaciones de platino en Estados Unidos y ocupó la primera posición en las listas de Estados Unidos, Canadá, Australia, Reino Unido, entre otras; además, los sencillos The Real Slim Shady y Stan obtuvieron múltiples certificaciones con disco de oro y platino, por distintas asociaciones discográficas. 
The Marshall Mathers LP es considerado por parte de la crítica como uno de los mejores trabajos de la década de 2000. Abarca gran parte de la vida intima y familiar del cantante, además de la crítica realizada sobre otros artistas que lo señalaron por su primer trabajo musical. Obtuvo 53 certificaciones de platino, por parte de distintas asociaciones discográficas en todo el mundo.
Asimismo, The Marshall Mathers LP fue incluido en la lista de los 500 álbumes más grandes de la historia de la música, según Rolling Stone, además de estar incluido en la lista de los 100 mejores álbumes de todos los tiempos, según la revista Time. En 2007, la revista XXL consideró este trabajo como uno de los más importantes en la industria del hip hop.
En el 2020 el álbum fue ubicado en el puesto 145 de la lista de los 500 mejores álbumes de todos los tiempos de la revista Rolling Stone.

## Antecedentes y producción

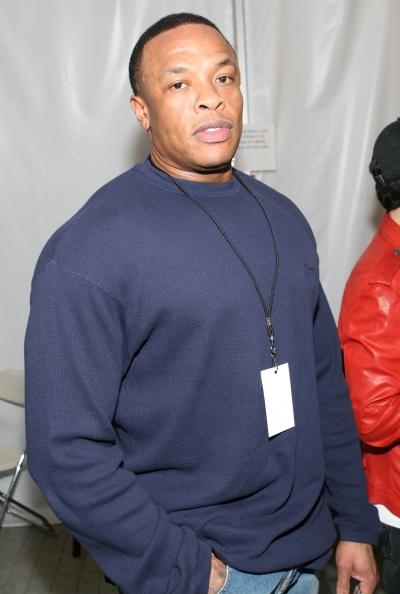
Dr. Dre, productor musical.

Gran parte de la grabación del álbum estuvo a cargo de los productores Dr. Dre y Mel-Man bajo los sellos discográficos Interscope Records y Aftermath Entertainment en Los Ángeles, California. 
Para la producción emplearon latidos reducidos, es decir, minimizaron el sonido de golpes y voces para que Eminem tuviese más protagonismo. Los hermanos Mark y Jeff Bass, mejor conocidos en el mundo artístico como Bass Brothers junto a Eminem, también colaboraron en la producción del álbum, centrándose fundamentalmente en el sonido de las guitarras, algo que se puede notar en canciones como «Amityville».[cita requerida] Considerado por la crítica y los seguidores, un álbum más serio y personal que otros trabajos anteriores, Eminem destacó el gran momento que vivía, resaltando su ascenso a la fama y criticando a todas las personas que le señalaron cuando realizó su primer trabajo discográfico, Infinite (1996). 
Otros temas que incluye el disco están relacionados directamente con su familia, especialmente con su madre Deborah Mathers-Briggs y Kim Mathers, su exesposa. Eminem contó con la participación de otros cantantes, como Dido interpretando el sencillo «Stan», RBX y Sticky Fingaz en la canción «Remember Me?», Bizarre en «Amityville», Dr. Dre junto a Snoop Dogg, Xzibit y Nate Dogg interpretando «Bitch Please II» y por último la agrupación D12 en la canción «Under the Influence».
Eminem decidió incluir su nombre real para este lanzamiento, realzando su popularidad debido a la gran controversia que originó. Además, se puede presenciar el odio que sentía por su esposa Kim reflejado en el disco «Kill You» y la canción titulada con su nombre «Kim»; debido a esto, Eminem fue criticado duramente. Igualmente se mofó de otros artistas como Christina Aguilera, 'N Sync, Backstreet Boys y Britney Spears en canciones como «The Real Slim Shady», «The Way I Am» y «Marshall Mathers», alegando que eran boy bands. Eminem también arremetió contra la comunidad gay y lesbiana, expresando su descontento y acusándolos de «cobardes».

## Concepto y contenido musical
El disco se lanzó en dos versiones: censurada y explícita. Sin embargo, algunas letras del álbum fueron censuradas, incluso en la versión explícita, ya que sucedieron acontecimientos en el lanzamiento del álbum. A diferencia de su antecesor trabajo The Slim Shady LP (1999), The Marshall Mathers LP fue más introspectivo y reflexivo en la composición de las letras. Las canciones reflejan todos los conflictos que tuvo el cantante con su madre y su esposa, así como el progreso que obtuvo, cosa que se refleja en canciones como «I'm Back» y «Stan» y de todo el efecto que produjo en la industria de la música plasmado en canciones como «Remember Me?» y «Bitch Please II». También abarcó temas relacionados con el consumo de drogas y su efecto en la sociedad y juventud estadounidense los temas «Drug Ballad», «The Way I Am» y «Who Knew». En canciones como «Kill You», habla sobre el odio y el rencor hacia su exesposa Kim. De forma general, el disco presenta mezclas de temas oscuros, tristes, controversiales y polémicos. A pesar de todo esto, las letras recibieron críticas relativamente favorables por parte de los críticos musicales y de la comunidad del hip hop. Muchos elogiaron la energía verbal del cantante y los intensos patrones de rima.
El álbum contiene varias muestras de lírica. Cuenta con una serie de líneas musicales que se asemejan a las canciones del dúo Eric B. & Rakim. La canción «Marshall Mathers», es una parodia de la canción «Summer Girls» del grupo LFO, cuando dice: New Kids on the Block sucked a lotta dick, boy-girl groups make me sick, cuando la línea original de la canción es New Kids on the Block had a bunch of hits, Chinese food makes me sick.

## Sencillos
- «The Real Slim Shady», segundo sencillo del disco, es una crítica sobre todas las "Boy bands" que cantaban música pop, parodiadas mediante la inclusión de coros repetitivos y la participación de otros artistas. Llegó a la cuarta posición en las listas de Billboard Hot 100 y fue número uno en países como Canadá y Reino Unido. En el video musical aparecen otros artistas como Dr. Dre, Fred Durst o la actriz Kathy Griffin. Ganó dos premios MTV Video Music Award, celebrados el 7 de septiembre de 2000; uno por vídeo del año y otro en la categoría de mejor video masculino. Fue certificado disco de oro en Austria, Suiza, Francia, Noruega y Reino Unido, además de ganar el disco de platino en Bélgica y Suecia.

- «The Way I Am», tercer sencillo de The Marshall Mathers LP, alcanzó las primeras posiciones en las listas de Suecia, Finlandia y Reino Unido. Eminem contó con la colaboración del cantante Marilyn Manson, quien apareció en una de las escenas del videoclip. La revista Complex ubicó el sencillo en la posición número 35 de las mejores canciones de la década de 2000.[17] En el video musical, Eminem salta por la ventana de un edificio, escena que está inspirada en la película The Hudsucker Proxy dirigida por los hermanos Coen; en la cinta, el héroe también cae lentamente por la ventana de un rascacielos.[18] Fue certificado disco de oro en Suecia.[19]

- «Stan», último sencillo del disco, cuenta con la participación de la artista británica Dido. Fue una de las canciones más populares del disco, alcanzando las primeras posiciones en países como Lituania, Italia, Finlandia, Noruega, Suiza, entre otros. El sencillo obtuvo tres el disco de oro en Austria, Suiza y Países Bajos. También fue certificado disco de platino en Francia, Bélgica, Alemania, Reino Unido y Australia. Una versión en vivo aparece en el álbum recopilatorio Curtain Call: The Hits. Por otra parte, la revista Rolling Stone ubicó esta canción en el puesto número 296 de la lista de las 500 mejores canciones de todos los tiempos.

## Crítica y recepción
Stephen Thomas Erlewine de Allmusic, dijo que Eminem es un artista "muy habilidoso, un gran escritor satirico". The Marshall Mathers LP fue un trabajo "divertido, pero a la vez oscuro", cargado de humor, sátira, ficción y horror. La producción fue "magistral".
Toure de la revista Rolling Stone, comentó que con este material, Eminem se convirtió en el "rey del hip hop", un rapero habilidoso, con gran potencial. Presentó una temática lírica y narrativa, acompañada de sarcasmos y burlas. Por último dijo que fue un disco "fuerte, salvaje, peligroso, fuera de control, grotesco e inquietante".
Nick Butler de Sputnikmusic, aseguró que este tipo de materiales "no se ven todos los días", fue junto con Jagged little pill y OK Computer, los mejores trabajos de los últimos 20 años. Fue "intenso, crudo, divertido, chocante e ingenioso", un álbum de rap "único y esencial". Cynthia Fuchs de PopMatters, afirmó que The Real Slim Shady fue una crítica hacia otros artistas (Britney Spears, Christina Aguilera, 'N Sync). 
En la letra del sencillo «The Real Slim Shady» Eminem dice: "Estoy enfermo de ustedes, grupos de chicas y chicos, todo lo que hacen es incomodarme, así que he venido para destruirlos". El disco presentó imágenes violentas, cargadas de un lenguaje vil y grosero.
The Marshall Mathers LP ocupó la posición 302 en la lista de los 500 mejores álbumes de todos los tiempos, según Rolling Stone. La misma revista lo ubicó en el puesto número siete de los mejores discos de la década de 2000. En 2006, el álbum fue elegido por la revista Time como uno de los 100 mejores álbumes de todos los tiempos. Además, figura en el puesto 24 de los mejores álbumes de rap de la historia, elaborada por el sitio web IGN. La revista británica Q, lo ubicó en la posición 86 de los mejores trabajos musicales de 2006.
Fue el álbum más destacado por la National Association of Recording Merchandisers, mientras que el Salón de la Fama del Rock lo ubicó en la posición 28 de los mejores álbumes de todos los tiempos. Ganó nueve certificaciones de platino en Estados Unidos, ocho en Canadá y seis en el Reino Unido. El sencillo «The Real Slim Shady» recibió cinco discos de oro. 

## Lista de canciones
| N.º   | Título                                                         | Productor(es)            | Duración |  |
| 1.    | «Public Service Announcement 2000» (con Jeff Bass)             |                          | 0:27     |  |
| 2.    | «Kill You»                                                     | Dr. Dre, Mel-Man         | 4:24     |  |
| 3.    | «Stan» (con Dido)                                              | The 45 King, Eminem (co) | 6:44     |  |
| 4.    | «Paul» (skit)                                                  |                          | 0:10     |  |
| 5.    | «Who Knew»                                                     | Dr. Dre, Mel-Man         | 3:47     |  |
| 6.    | «Steve Berman» (skit)                                          |                          | 0:53     |  |
| 7.    | «The Way I Am»                                                 | Eminem                   | 4:50     |  |
| 8.    | «The Real Slim Shady»                                          | Dr. Dre, Mel-Man         | 4:44     |  |
| 9.    | «Remember Me?» (con RBX, Sticky Fingaz)                        | Dr. Dre, Mel-Man         | 3:38     |  |
| 10.   | «I'm Back»                                                     | Dr. Dre, Mel-Man         | 5:09     |  |
| 11.   | «Marshall Mathers»                                             | Bass Brothers, Eminem    | 5:21     |  |
| 12.   | «Ken Kaniff» (skit)                                            |                          | 1:01     |  |
| 13.   | «Drug Ballad» (con Dina Rae)                                   | Bass Brothers, Eminem    | 5:00     |  |
| 14.   | «Amityville» (con Bizarre)                                     | Bass Brothers            | 4:14     |  |
| 15.   | «Bitch Please II» (con Dr. Dre, Nate Dogg, Snoop Dogg, Xzibit) | Dr. Dre, Mel-Man         | 4:48     |  |
| 16.   | «Kim»                                                          | Bass Brothers            | 6:17     |  |
| 17.   | «Under the Influence» (con D12)                                | Bass Brothers, Eminem    | 5:21     |  |
| 18.   | «Criminal»                                                     | Bass Brothers, Eminem    | 5:19     |  |
| 19.   | «The Kids» (Incluida en el CD bonus)                           | Bass Brothers, Eminem    | 5:03     |  |
| 77:16 |                                                                |                          |          |  |

| Edición Limitada |                                                        |                          |          |  |
| N.º              | Título                                                 | Productor(es)            | Duración |  |
| 1.               | «The Real Slim Shady» (Instrumental)                   | Dr. Dre, Mel-Man         | 4:46     |  |
| 2.               | «The Way I Am» (Instrumental)                          | Eminem                   | 4:52     |  |
| 3.               | «Stan» (instrumental)                                  | The 45 King, Eminem (co) | 6:45     |  |
| 4.               | «The Kids» (Versión explícita)                         | Bass Brothers, Eminem    | 5:06     |  |
| 5.               | «The Way I Am» (Danny Lohner remix con Marilyn Manson) | Eminem                   | 4:53     |  |
| 6.               | «The Real Slim Shady» (Video – Corte de director)      | Dr. Dre, Mel-Man         | 4:32     |  |
| 7.               | «The Way I Am» (Video – Versión LP)                    | Eminem                   | 5:06     |  |
| 8.               | «Stan» (Video – Versión del director)                  | The 45 King, Eminem (co) | 8:16     |  |
| 121:07           |                                                        |                          |          |  |

## Certificaciones discográficas
Disco platino
| 2000 | The Marshall Mathers LP | 11 | 8 | 4 | 1 | 2 | 1 | 2 | 2 | 2 | 2 | 4 | 1 | 5 | 2 | 1 | 6 | 1 |
| 2000 | «The Real Slim Shady»   |    |   |   |   |   |   | 1 |   | 1 |   |   |   |   |   |   |   |   |
| 2000 | «Stan»                  |    |   |   |   | 1 |   | 1 | 1 |   |   | 2 |   |   |   |   | 1 |   |

Disco oro
| 2000 | The Marshall Mathers LP | 1 | 1 | 1 |   |   |   |   |   |   |   |
| 2000 | «The Real Slim Shady»   |   |   |   | 1 | 1 | 1 | 1 | 1 |   |   |
| 2000 | «Stan»                  |   |   |   | 1 |   |   | 1 |   | 1 |   |
| 2000 | «The Way I Am»          |   |   |   |   |   |   |   |   |   | 1 |

## Posicionamiento en las listas
Mejor posición en el álbum
| Año  | Trabajo                 | Posicionamiento en listas | Posicionamiento en listas | Posicionamiento en listas | Posicionamiento en listas | Posicionamiento en listas | Posicionamiento en listas | Posicionamiento en listas   | Posicionamiento en listas | Posicionamiento en listas | Posicionamiento en listas | Posicionamiento en listas | Posicionamiento en listas | Posicionamiento en listas | Posicionamiento en listas | Posicionamiento en listas | Posicionamiento en listas | Posicionamiento en listas | Posicionamiento en listas |
| Año  | Trabajo                 | América                   | América                   | América                   | Europa                    | Europa                    | Europa                    | Europa                      | Europa                    | Europa                    | Europa                    | Europa                    | Europa                    | Europa                    | Europa                    | Europa                    | Europa                    | Oceanía                   | Oceanía                   |
| Año  | Trabajo                 | B 200                     | R&B A                     | TCA                       | Bandera de Suiza          | Bandera de Austria        | Bandera de Francia        | Bandera de los Países Bajos | Bandera de Bélgica        | Bandera de Alemania       | Bandera de Suecia         | Bandera de Finlandia      | Bandera de Noruega        | Bandera de Dinamarca      | Bandera de Italia         | Bandera de Hungría        | Bandera del Reino Unido   | Bandera de Australia      | Bandera de Nueva Zelanda  |
| ---- | ----------------------- | ------------------------- | ------------------------- | ------------------------- | ------------------------- | ------------------------- | ------------------------- | --------------------------- | ------------------------- | ------------------------- | ------------------------- | ------------------------- | ------------------------- | ------------------------- | ------------------------- | ------------------------- | ------------------------- | ------------------------- | ------------------------- |
| 2000 | The Marshall Mathers LP | 1                         | 1                         | 1                         | 2                         | 1                         | 2                         | 2                           | 1                         | 3                         | 2                         | 1                         | 3                         | 1                         | 7                         | 3                         | 1                         | 1                         | 1                         |

Mejor posición en los discos
- Estados Unidos

| 2000 | «Bitch Please II»     | 61 |   |    |    |    |    |    |    |    |    |
| 2000 | «The Real Slim Shady» | 11 | 1 | 4  | 13 | 9  | 7  | 28 | 23 | 19 | 15 |
| 2000 | «The Way I Am»        | 26 | 5 | 58 |    | 36 | 24 |    |    |    |    |
| 2000 | «Stan»                | 36 | 9 | 51 | 33 |    | 44 |    |    |    |    |

- Europa y Oceanía

| 2000 | «Stan»                | 1  | 1  | 4  | 3  | 1 |    | 3 | 1 | 3 | 1  | 1 | 1  | 1 | 1 | 1  |
| 2000 | «The Way I Am»        | 19 | 11 |    | 10 | 9 | 19 | 6 | 8 |   | 17 |   |    | 8 |   | 34 |
| 2000 | «The Real Slim Shady» | 2  | 6  | 6  | 5  | 2 | 7  | 3 | 6 | 2 |    | 4 | 15 | 1 |   | 11 |
| 2000 | «I'm Back»            |    |    | 49 |    | 5 |    |   |   |   |    |   |    |   |   |    |
| 2000 | «Bitch Please II»     |    |    |    |    |   |    |   |   |   |    |   |    | 8 |   |    |